# Runenstein von Valleberga

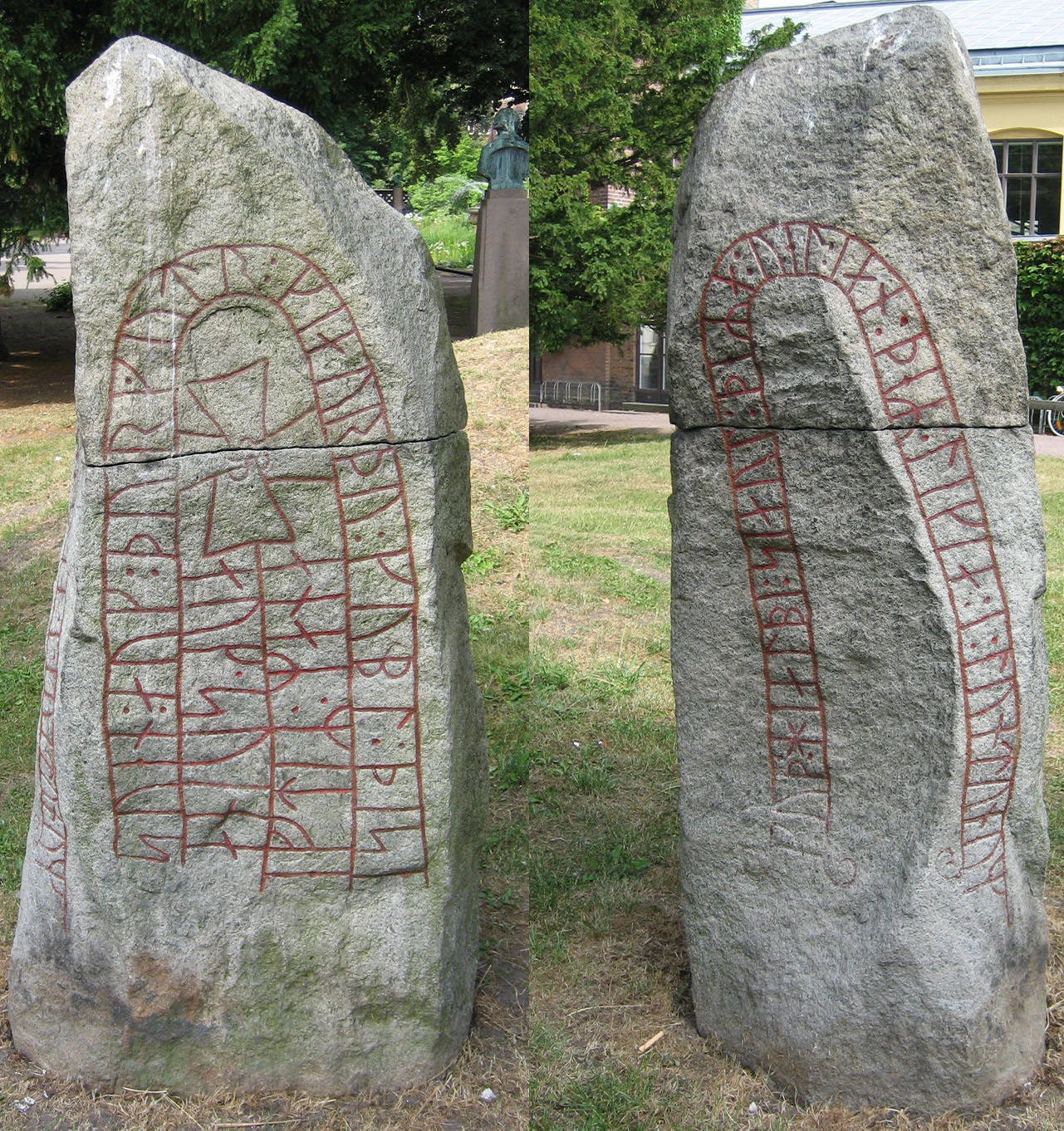
Zwei Seiten des Runensteins von Valleberga

Der Runenstein von Valleberga (DR 337) ist einer von 30 sogenannten England-Runensteinen. Er steht im Lundagård Park im Zentrum von Lund in Schonen in Schweden.
Der Runenstein wurde in den 1700er-Jahren erstmals als Valleberga-Stein erwähnt. Valleberga liegt etwa fünf Kilometer nördlich von Kåseberga und 18 Kilometer östlich von Ystad. Der dänische Antiquar Thorsen fand 1845 das Unterteil des Steins, der als Zaunpfosten verwendet wurde. Nils Gustaf Bruzelius (1826–1895) fand 1869 den oberen Teil und verband die beiden Teile. Der Stein wurde nach Lund verbracht.
Der auf der Schauseite und seitlich am Stein verlaufende Text des im RAK-Stil beschrifteten Steins des 10. Jahrhunderts, bei dem die Schriftbänder mit glatten Enden gearbeitet sind (z. B. Runenstein von Kalleby) und der zumeist ohne Bildanteile auskommt, lautet: Sven und Torguten errichteten diesen Stein für Manne und Svenne. Gott helfen ihren Seelen; sie sind begraben in London.
Es wurde darüber spekuliert, ob die beiden auf dem Stein erwähnten Männer zu den Tingalidet gehörten, die der dänischen König Knut der Große nach der Eroberung Englands einsetzte. Die Tingalidet (dänisch Þingalið – gesprochen [θiŋalið], wörtlich „Versammlungsgefolge“) waren eine stehende Armee von anfänglich 3.000 Mann mit einer Flotte von 40 Schiffen, die während der Periode 1013 bis 1051 im Dienst der Könige von England stand, finanziert durch das Danegeld. Sie bestand überwiegend aus Männern dänisch-skandinavischer Abstammung, wurde später reduziert und 1051 von Eduard dem Bekenner aufgelöst. 
Mehrere ihrer Mitglieder werden auf Runensteinen erwähnt. Ein Beispiel ist der Väsragårdstenen (Sm 77), der in Erinnerung an Gunni aufgestellt wurde, der in England gedient hatte, was sein Bruder Vrái auf dem Stein erwähnt. Der Gåsingesten (Sö 14) wurde in Erinnerung an einen Krieger erhoben, der Knut dem Großen diente. 